# Rathaus Kortrijk

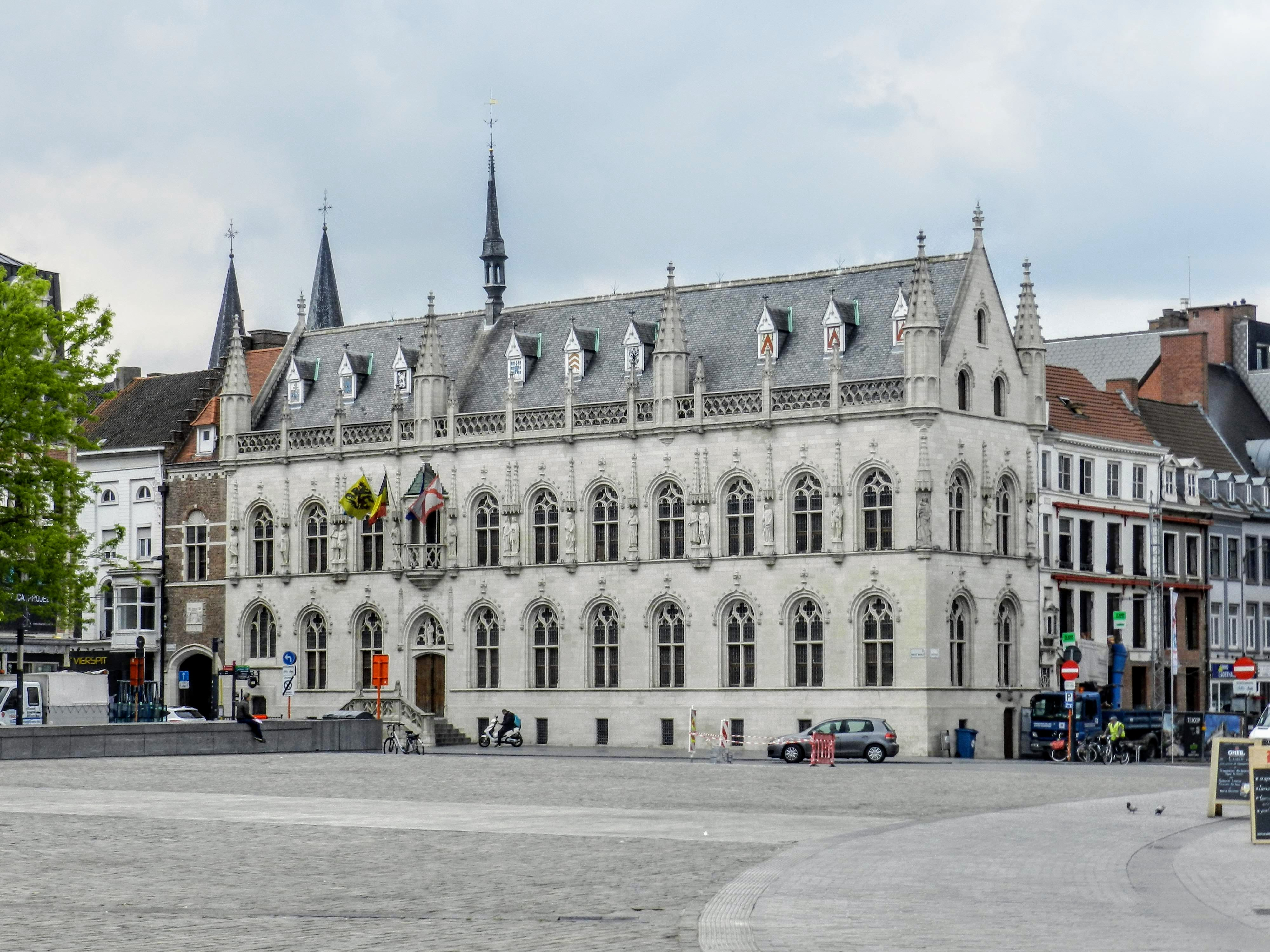
Rathaus Kortrijk

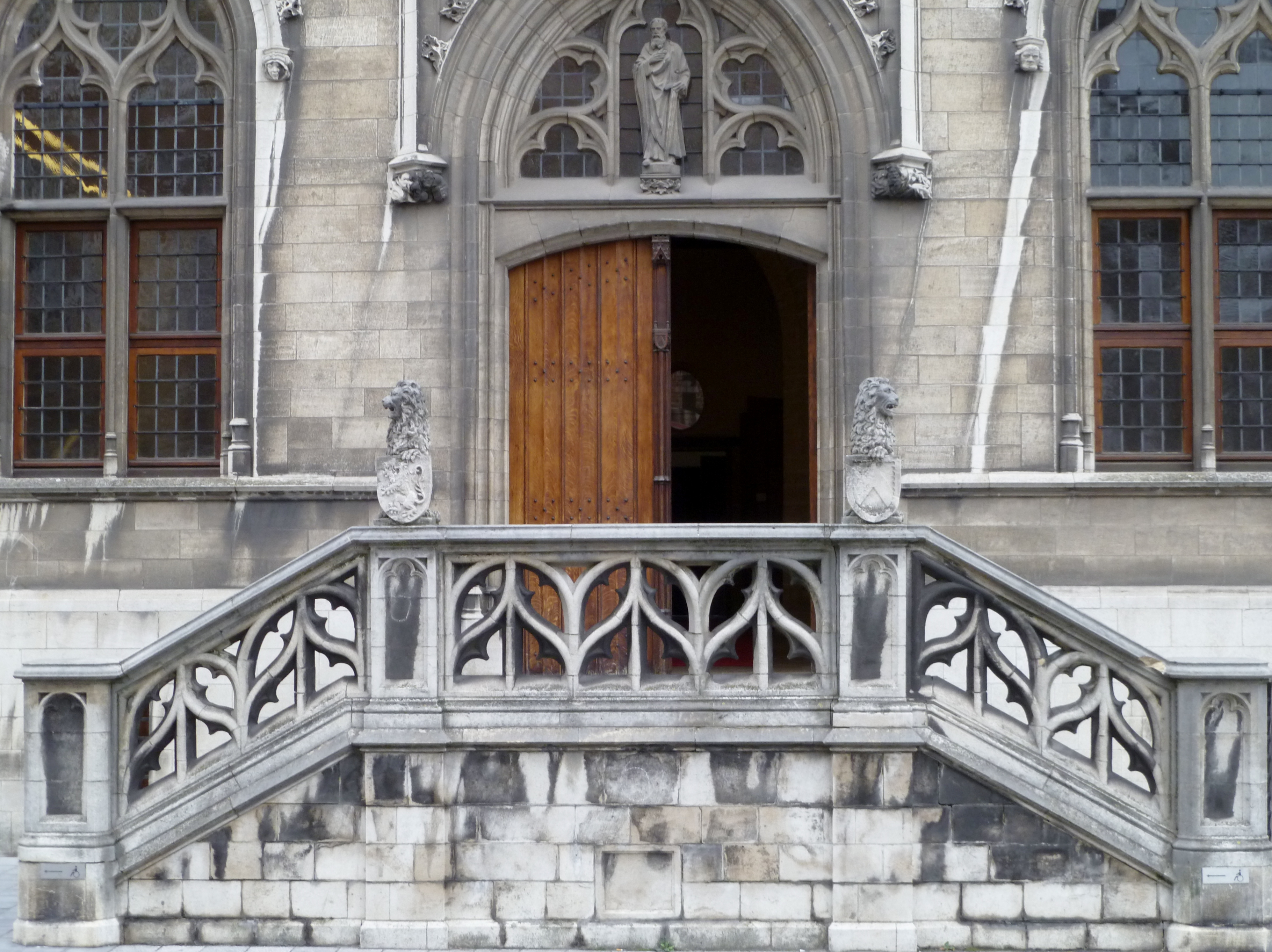
Eingang zum Rathaus Kortrijk

Das Rathaus von Kortrijk (niederländisch Stadhuis Kortrijk) befindet sich auf dem Grote Markt in der belgischen Stadt Kortrijk (Provinz Westflandern) und steht unter Denkmalschutz. Der Baustil ist ein Beispiel für den Übergangsstil zwischen Gotik und Renaissance. Die 14 Statuennischen in der Fassade sind mit den Statuen der Grafen von Flandern gefüllt.

## Geschichte
Bereits im 14. Jahrhundert hatte Kortrijk ein Rathaus (scepenhuus), das 1382 nach dem Sieg der Franzosen in der Schlacht bei Roosebeke vollständig niedergebrannt wurde. Bei einer kürzlich durchgeführten Renovierung wurden noch ältere Überreste eines Backsteinbaus aus dem 13. Jahrhundert gefunden. Im Jahr 1393 zerstörte ein Brand das wiederaufgebaute Rathaus. Von dem hochgotischen Bau von 1420 sind nur noch die Spitzbögen in der unteren Halle und im Obergeschoss erhalten.
Das heutige Rathaus, dessen Kern sicherlich auf das Jahr 1418 zurückgeht, wurde um 1520 im Übergangsstil zwischen Gotik und Renaissance erbaut und erheblich vergrößert. Die Fassade wurde vergoldet und mit Polychromie verziert (wie das heutige Brüsseler Rathaus). Die Prophetenstatuen in den Nischen wurden 1526 durch die Statuen der bedeutendsten Grafen von Flandern ersetzt. Der 1616 hinzugefügte Teil der Fassade ist im gleichen Stil gehalten. Ab dem Ende des 17. Jahrhunderts und während des gesamten 18. Jahrhunderts erfuhr die Fassade zahlreiche Veränderungen und sogar Verstümmelungen. So wurde beispielsweise der Pranger von Kortrijk an der Fassade des Rathauses aufgestellt. Im Jahr 1807, während der Französischen Revolution, wurden die Statuen und Baldachine entfernt und die gesamte Fassade im Sinne des Zeitgeistes neu gestaltet. Um 1850 wurde die Fassade unsachgemäß restauriert. Die Haltbarkeit und der künstlerische Wert dieser Restaurierung wurden bereits während der Ausführung der Arbeiten in Frage gestellt. Die Statuen der zwölf flämischen Gräber wurden 1872 wieder in die Nischen gestellt. Der Schöffensaal wurde 1875 restauriert und von König Leopold II. und Königin Maria-Hendrika eingeweiht. Im Jahr 1934 wurde der historische Ratssaal restauriert.
1938 wurden die ersten Pläne für eine Restaurierung im Stil des 16. Jahrhunderts erstellt. Die Restaurierungsarbeiten wurden schließlich Ende der 1950er Jahre unter der Leitung von Luc Viérin durchgeführt und dauerten von 1958 bis 1961. Am Sonntag, dem 8. Juli 1962, kamen König Baudouin I. und Königin Fabiola zur Einweihung des restaurierten Rathauses.
Trotz der Erkertürme, der Gesimse und Kruzifixe über den Fenstern, der Bildnischen mit den hohen Vordächern und des Oberlichts wirkt das Bauwerk horizontal gegliedert.

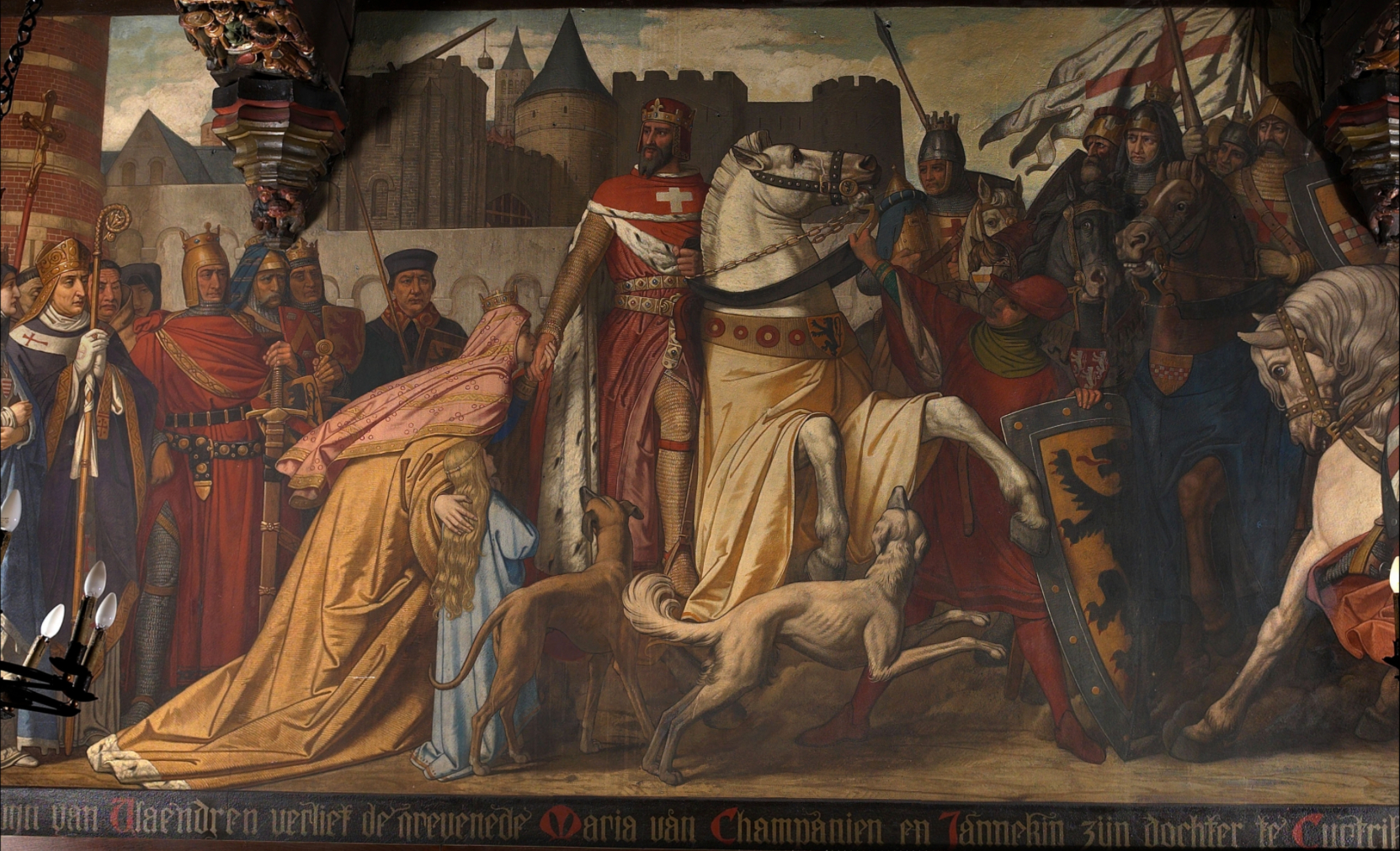
Wandmalereien im Inneren des historischen Rathauses (Boudewijn von Flandern auf einem Kreuzzug)

## Innenbereich
Im Inneren des Rathauses von Kortrijk befinden sich der Schöffensaal und der Ratssaal mit geschnitzten Kaminen aus dem 16. Jahrhundert. Er enthält Glasmalereien, Wandmalereien und bemerkenswerte topografische Karten.

## Historisches Schöffenzimmer, das Vierschaar
In diesem Raum regierten die Schöffen bis 1787. Heute wird es als Hochzeitssaal und für feierliche Empfänge genutzt. Im Inneren des Ratsherrensaals ist die Holzdecke bemerkenswert: Die Balkenböden sind mit polychromen, allegorischen Darstellungen der Personifikation der Gerechtigkeit verziert. In diesem Raum befindet sich ein bemerkenswerter spätgotischer Kamin aus dem Jahr 1527, der mit den Wappen von Gent, Brügge, Ypern und der Brugse Vrije verziert ist. Außerdem gibt es Wandmalereien (von Godfried Guffens und Jan Swerts) aus dem Jahr 1875 mit historischen Szenen und Glasfenstern mit den Wappen von Kortrijk, den drei Kortrijker Rederijkers-Kammern, den vier besonderen Eiden von Kortrijk und den Kortrijker Handwerken und Berufen aus dem 13. Jahrhundert.

## Historischer Ratssaal
Der Ratssaal im ersten Stock verfügt über einen Kaminsims aus Sandstein (aus dem Jahr 1527) mit allegorischen Figuren (Gerechtigkeit (links) und Frieden (rechts)) und in der Mitte eine Statue von Karl V. Diese steinerne Spitzenarbeit ist sicherlich eines der schönsten Schmuckstücke des Rathauses von Kortrijk. Der Schornstein ruht auf zwei einfachen gotischen Pfosten; das Ganze ist aus Sandstein gearbeitet, mit Ausnahme des oberen Teils, wo die Nischen und Statuen aus Holz sind. Auch im Inneren dieser Ratskammer fällt die Holzdecke auf: Die Balkenböden sind mit mehrfarbigen allegorischen Darstellungen verziert, die sich auf Texte aus der Bibel und der klassischen Literatur über den angeblich negativen Einfluss der Frauen auf die Männer beziehen.